# お日柄もよくご愁傷さま
『お日柄もよくご愁傷さま』（おひがらもよくごしゅうしょうさま）は、1996年2月24日に公開された日本映画。

## 概要
- 平穏な生活のとある一家。夫婦は初仲人を引き受けることとなった。ところが、結婚式挙行当日の朝、父が急死してしまう。結婚式出席と葬式を同時進行で進めることとなり、さらには家庭内のゴタゴタも次々に噴出し、大嵐に翻弄されながらも家族の絆が再確認されていく[1]。
- 橋爪功の「長編映画初主演」作である。
- 新山千春の正式デビュー作である。新山の受賞した「第20回ホリプロタレントスカウトキャラバン特別賞」は、この作品と連動させるために設定されたものである。

## あらすじ
旧友のたっての願いで初めての仲人を控えた和夫は心に残るようなスピーチをしたいと頭が一杯だ。次女の瞳は恋人の宮本とグアム旅行をこっそり計画中で、身重の長女・玲子は夫の浮気問題で家出してくるなど問題が多発。結婚式の当日の朝、和夫の父・源三郎が急死する。仲人を断れない和夫は、父の亡きがらを妹の和枝と娘たちに任せる。慌ただしく結婚式を済ませて帰ってくると、玲子夫婦は喧嘩を続けており、瞳は宮本からの電話で夜中に出て行っていた。リストラで不利な転職を余儀なくされていることも妻の佳菜子にバレる。夜遅く、和夫は亡父の手紙で、家族に内緒で大雪山への登山を計画していたことを知る。母と初めて会った山小屋へ行って、そこに母の写真を置いてきたいという願いが綴られていた。翌日、告別式の途中で玲子が予定より早く産気づく。なんとか無事に源三郎の遺体は荼毘（だび）に付され、玲子も男児を出産して夫婦仲を取り戻す。瞳も宮本とヨリを戻してグアム旅行に行くことになった。和夫は父の果たせなかった夢を叶えるため、大雪山へ出かける。2人が出会った山小屋を訪ねた和夫は二人が残した落書きを見つける。感極まった和夫と佳菜子は長く熱いキスを交わす。

## キャスト
- 田中和夫（夫）：橋爪功
- 田中佳菜子（妻）：吉行和子
- 田中瞳（次女）：新山千春
- 田中源三郎（祖父）：松村達雄
- 岡部玲子（長女）：伊藤かずえ
- 岡部貴之（玲子の夫）：布施博
- 吉村和枝（田中和夫の妹）：根岸季衣
- 吉村敏八（和枝の夫）：西岡徳馬
- 宮本（瞳の恋人）：野村祐人
- 旅行代理店の受付：岸本加世子
- 入院患者：和田アキ子
- 葬儀屋：古尾谷雅人
- 松田（田中和夫の旧友）：河原崎長一郎
- TVプロデューサー：鈴木ヒロミツ
- 本宮（新婦の恩師）：清水ミチコ
- 和夫の部下：中西良太
- 結婚式場のカメラマン：吹越満
- 若き日の田中源三郎の妻：佐藤友紀
- 賀川ゆき絵
- 樋浦勉
- 村上冬樹
- 坪井志津香
- 木俣堯喬
- 村岡英美
- 村松利史
- 好光孝

ほか

## スタッフ
- 原案・監督：和泉聖治
- 脚本：布勢博一
- 音楽：毛利蔵人
- 主題歌：岡本真夜「FOREVER」（徳間ジャパンコミュニケーションズ）
- 撮影：鈴木耕一
- 照明：三荻国明
- 美術：古谷良和
- 録音：曽我薫
- 編集：福田憲二
- 助監督：佐々部清、佐藤英明、杉山嘉一、石井晋一
- 音響効果：原田サウンド
- スタジオ：東映東京撮影所
- 現像：東映化学
- 企画：元村武
- 製作者：小田信吾、大谷晴通、中村比呂司
- プロデューサー：吉田由二、青島武、堀義貴
- 製作：ホリプロ、Gカンパニー、東亜興行、エルセーヌ